# 揚穀

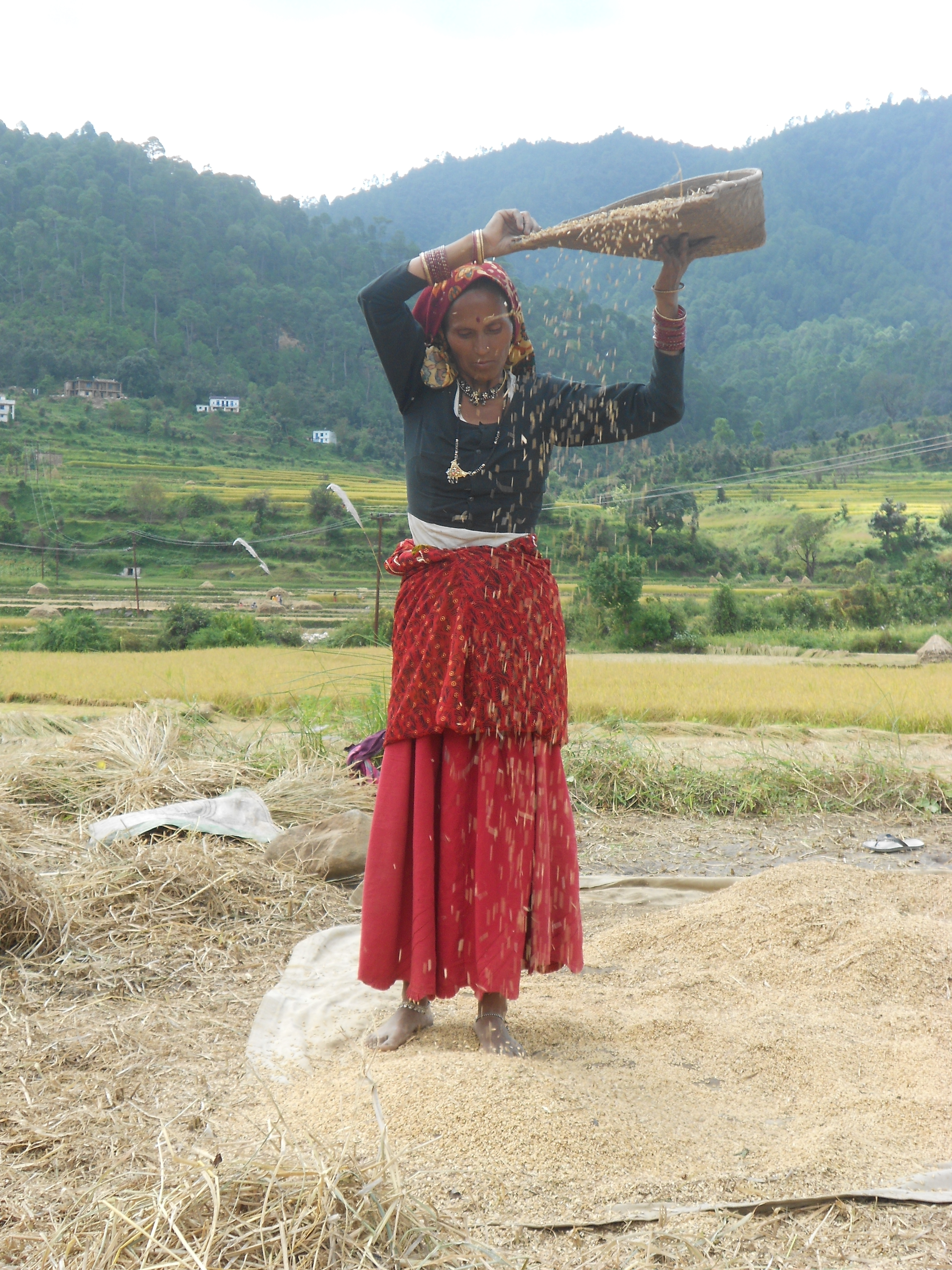

揚穀，又称扬场，係农业上將谷物與穀殼分離的方法，亦能除去儲藏穀物中的象鼻蟲或其他害蟲。揚穀前須先脫粒（將农作物籽粒与茎秆分離）。
手動揚穀方式係將穀物與穀殼的混合物拋至空中，風會吹走較輕的穀殼，而較重的穀物則會落下。扇車則是代替人手進行揚穀的農業機械。

## 應用領域
- 在工廠穀物接收處的脫粒機或清理機中分離穀殼、穀物和石子
- 將磨碎的穀物分離成粗麵粉、麩皮、麵粉和要再次研磨的部分
- 綠茶和紅茶破碎和乾燥後葉和莖的分離
- 從堆肥中去除玻璃和其他硬質材料
- 從廢物中獲取紙張和塑料
- 固體顆粒分散度分析
- 金屬業
- 耐火材料業
- 水泥工業用於分離粗麵粉和成品
- 在破碎設備中提供不同粒度的砂子
- 區分刨花板製造過程中的切屑幾何形狀

## 外部連結
维基词典中的词条「winnowing」